# Iglesia de Santiago de Callapa
La iglesia de Santiago de Callapa es una iglesia de Bolivia, ubicada en el municipio del mismo nombre en la provincia de Pacajes del departamento de La Paz. Es un templo católico de la época colonial declarado monumento nacional del Estado Plurinacional de Bolivia.  

## Historia
El templo data de finales del siglo XVI o inicios del siglo XVII y está dedicado al Apóstol Santiago, santo muy común en la región altiplánica boliviana. En su interior aún conserva algunas piezas pictóricas de elevado valor artístico y cultural, sin embargo, fue víctima de numerosos saqueos. Al menos 40 piezas fueron sustraídas del templo, comenzando el saqueo en la década de los 80. Solo en el siglo XXI se sustrajeron 14 piezas pictóricas: el año 2000 fueron robados 10 lienzos y el 2005 se sustrajeron cuatro. Desde entonces, el templo es constantemente vigilado y algunas de sus entradas han sido definitivamente cerradas.
El 18 de enero de 2008, por ley N.º 3825, la iglesia de Santiago de Callapa fue declarada Monumento Nacional y Patrimonio Histórico.

## Arquitectura

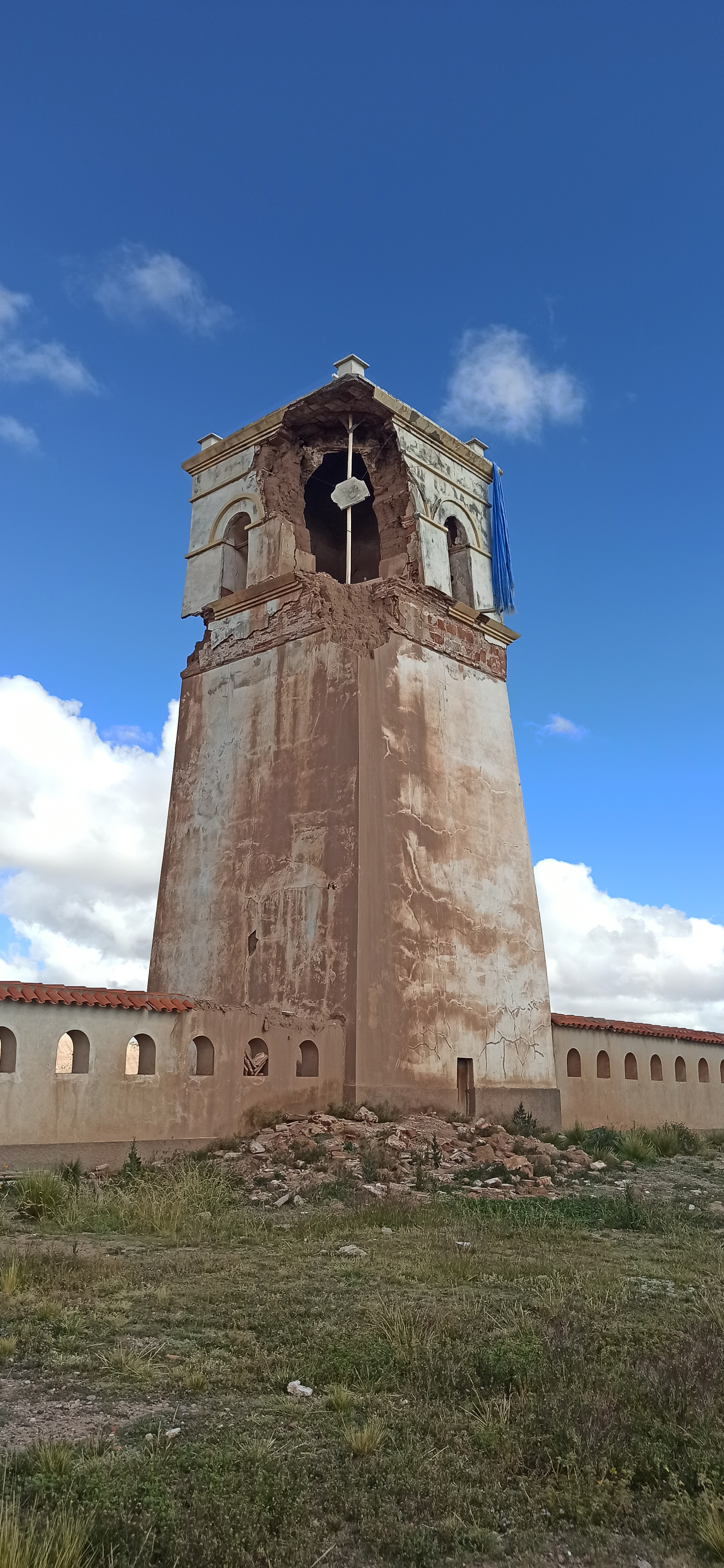
Daños en el campanario de la iglesia.

El templo está construido con adobe y cuenta con una sola nave con ábside ochavado y rodeada de contrafuertes. Asimismo, se cubre a dos aguas con sencillo artesonado de madera. La Iglesia se encuentra dentro de un gran atrio donde se levanta una torre exenta ubicada sobre el muro perimetral. Al centro está la Capilla Miserere que servía para velar a los muertos. Completan el conjunto cuatro posas. En su interior la Iglesia posee retablos barrocos, púlpito y una serie de lienzos manieristas de autor no identificado.